# Le Rouge et le Noir (film, 1928)
Pour les articles homonymes, voir Le Rouge et le Noir (homonymie).
Pour plus de détails, voir Fiche technique et Distribution.
Le Rouge et le Noir (Der geheime Kurier) est un film allemand réalisé par Gennaro Righelli, sorti en 1928. Le film est une adaptation de Le Rouge et le Noir de Stendhal.

## Synopsis
Au début du XIXe siècle en France, Julien Sorel devient secrétaire du maire de Verrières, Monsieur de Rênal. Il entame une liaison avec sa femme, Thérèse, qu'il ne considère finalement que comme une marche à suivre. En fait, il entre dans cette affaire avec un certain calcul et quitte la jolie dame lorsque le puissant marquis de la Môle attire l'attention sur la possibilité d'une nouvelle promotion. Alors Julien se sépare à nouveau de Madame et suit le marquis à Paris dans l'espoir de pouvoir épouser un jour sa fille Mathilde. Bien qu'elle n'ait pas la classe de la femme du maire, elle est complètement éprise de l'ancien tuteur.
Profondément offensée par le comportement de Julien, Thérèse décide de se venger de son amant en ternissant sa réputation lorsque le marquis lui demande des références. Dans une lettre à  ce dernier, elle en donne de très mauvaises à l'ancien secrétaire de son mari. Furieux, Sorel retourne à Verrières et tire sur son ancien amant. Pour cette tentative de meurtre, il devait perdre la tête sous la guillotine. Lorsque le roi citoyen Louis-Philippe Ier est arrivé au pouvoir, il échappe à sa condamnation à mort et entre au service du monarque. Lorsque Julien est enfin pris dans le tumulte des activités subversives, il est touché par une balle d'un barricadé. Sorel meurt dans les bras de sa fiancée.

## Fiche technique
- Titre original : Der geheime Kurier
- Titre français : Le Rouge et le Noir
- Réalisation : Gennaro Righelli
- Scénario : Curt J. Braun et Walter Jonas d'après Le Rouge et le Noir de Stendhal
- Photographie : Friedrich Weinmann
- Pays de production : Allemagne  République de Weimar
- Format : Noir et blanc - 1,33:1 - Film muet
- Genre : drame et romance
- Date de sortie : 1928

## Distribution[1]
- Lil Dagover : Mme Thérèse de Rênal
- Ivan Mosjoukine : Julien Sorel
- Agnes Petersen : Mathilde de la Môle
- Félix de Pomés : Norbert de la Môle
- Valeria Blanka : la fille de l'aubergiste
- Hubert von Meyerinck : duc d'Orléans
- José Davert : M. de Rênal
- Jean Dax : marquis de la Môle
- Dillo Lombardi : abbé